# Sicherungsbot
Das Sicherungsbot (früher auch Arrest genannt) ist eine Form der einstweiligen Verfügung zur Sicherung von Geldforderungen im Fürstentum Liechtenstein.
Das Sicherungsbot ist unzulässig, soweit die Partei den gleichen Zweck durch eine Exekutionshandlung erreichen kann (Art. 274 Abs. 1 EO).

## Sicherungsgründe
Beim Sicherungsbot müssen Gefährdung und der Anspruch glaubhaft gemacht werden. Die Gefährdung muss subjektiv durch das Verhalten des Antragsgegners hervorgerufen sein (Sicherungsgründe – Art. 274 EO, auch Arrestgründe genannt).
Dies ist der Fall, wenn der Sicherungsgegner
- Vermögensstücke beschädigt, zerstört, verheimlicht oder beiseiteschafft oder dies glaubhaft droht
- durch Veräusserung oder andere Verfügungen über Gegenstände seines Vermögens, insbesondere durch darüber mit Dritten getroffene Vereinbarungen oder durch Unterlassungen die Hereinbringung der Geldforderung vereiteln oder erschweren könnte.

Sicherungsgründe sind auch gegeben, wenn der Antragsgegner (Art. 274 Abs. 3 EO):
- keinen festen Wohnsitz hat;
- in der Absicht, sich der Erfüllung seiner Verbindlichkeit zu entziehen, Anstalten zur Flucht trifft oder flieht;
- nicht in Liechtenstein wohnt oder wenn sonst der Exekutionstitel im Ausland vollstreckt werden müsste.

Ein Sicherungsbot darf nicht erlassen werden, wenn der Sicherungswerber durch ein Pfandrecht oder Zurückbehaltungsrecht bereits hinreichend gedeckt ist oder mit Rücksicht auf die allgemeine Vermögenslage des im Inlande wohnenden Schuldners sonst nach Ermessen des Gerichtes hinreichend gedeckt erscheint (Art. 274 Abs. 4 EO).

## Sicherheitsmittel
Sicherungsmittel können sein (Art 275 EO):
1. die Pfändung, Verwahrung und Verwaltung von beweglichen körperlichen Sachen des Schuldners und die gerichtliche Hinterlegung von Geld;
2. das gerichtliche Verbot der Veräusserung oder Verpfändung beweglicher körperlicher Sachen mit der Wirkung, dass eine verbotswidrige Veräusserung oder Verpfändung ungültig ist, sofern nicht der gutgläubige Erwerber nach den Bestimmungen des Sachenrechtes geschützt ist;
3. das gerichtliche Drittverbot,[2] wenn der Schuldner an einen Dritten, einschliesslich den Sicherungswerber selbst, eine Geldforderung oder einen Anspruch auf Leistung oder Herausgabe von anderen Sachen zu stellen hat.
4. Bei Grundstücken und bücherlichen Rechten kann zur Sicherung einer Geldforderung ein Verbot der Veräusserung, Belastung oder Verpfändung (Verfügungsbeschränkung) erlassen oder die Eintragung eines Pfandrechtes oder die Zwangsverwaltung angeordnet werden (Art. 275 Abs. 3 EO).

## Sicherheitsleistung
Bei unzureichender oder fehlender Bescheinigung des Anspruchs oder des Rechtsverhältnisses (Art. 283 Abs. 1 EO) kann das Gericht dem Sicherungswerber eine Sicherheitsleistung auferlegen. Durch die Sicherheitsleistung wird jedoch die fehlende Bescheinigung der Gefährdung oder der Anspruch nicht ersetzt.

## Wirkung des Sicherungsbots
Der Gläubiger erwirkt an den in Sicherung gezogenen beweglichen Sachen (Fahrnis) oder an der Forderung oder infolge der sicherheitsweisen Grundpfandverschreibung oder der Zwangsverwaltung ein Pfandrecht. Bei Verfügungsbeschränkungen erwirbt er ein Vorrangsrecht vor späteren Erwerbern dinglicher Rechte.

## Zuständige Behörde
Vor Einleitung eines Rechtsstreites während desselben oder während des Zwangsvollstreckungsverfahrens kann das Fürstliche Landgericht nach freiem Ermessen zur Sicherung des Rechts (Anspruchs) einer Partei auf Begehren derselben oder, wo es zulässig ist von Amts wegen das Sicherungsbots- oder Befehlsverfahren durchführen.

## Ausnahmen von der Erlassung des Sicherungsbot
Sicherungsbote dürfen unter Umständen nicht erlassen werden, wenn sie
- Vermögensgegenstände, einschliesslich vermögenswerter Rechte, betreffen, die der Staat zu öffentlich-rechtlichen Zwecken (z. B. im Straf- oder Auslieferungsverfahren) beschlagnahmt hat,
- aus staats- oder völkerrechtlichen Gründen ausgeschlossen sind (z. B. gegen diplomatische Vertreter auswärtiger Staaten und gegen fremde Staaten (Art. 16 Abs. 1 und 2 RSOalt)),
- gegen fremde staatliche Eisenbahnanstalten und ihre Fahrbetriebsmittel, soweit es sich nicht um Leihwagen oder um Wagen handelt, die Privaten gehören gerichtet sind (Art. 16 Abs. 3 RSOalt).